# Toile Aïda
Pour les articles homonymes, voir Aïda.

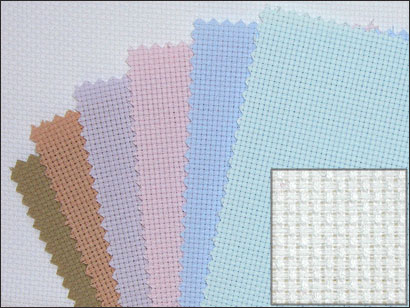
Toile Aïda de différentes couleurs.

La toile Aïda est un tissu manufacturé qui constitue le support principal pour la broderie comptée, technique sur laquelle se base le point de croix. Techniquement, son armure n’est pas une toile mais une « petite œuvre » qui crée une grille avec de petits orifices qui facilitent la broderie.
Généralement, la toile est de coton mais on en trouve en d’autres matières comme la laine et le lin.
Le nom est accompagné par un numéro qui indique la grosseur des carreaux. Cette valeur diffère selon le système de mesure employé dans chaque pays où la toile est fabriquée.
Dans le système métrique, on parle de carreaux pour 10 centimètres. Dans le système anglo-saxon, on emploie le count qui représente le nombre de carreaux au pouce.
Les principales mesures du commerce sont :
- 44 carreaux pour 10 cm = 11 count par pouce ;
- 55 carreaux pour 10 cm = 14 count par pouce. Cette taille de toile Aïda est aussi appelée Sternaïda.
- 72 carreaux pour 10 cm = 18 count par pouce. Cette taille de toile Aïda est aussi appelée Feinaïda.

On trouve des mesures inférieures ou supérieures selon les producteurs.